# Alliberament de Roma
L'alliberament de Roma va ser un dels principals episodis de la campanya italiana de la Segona Guerra Mundial.
El 4 i 5 de juny de 1944, les tropes del general Mark Wayne Clark van aconseguir superar les últimes línies defensives de l'exèrcit alemany i van entrar a la ciutat sense trobar resistència, rebent l'entusiasta recepció de la població romana. El mariscal de camp Albert Kesselring, comandant de la Wehrmacht a Itàlia, va preferir retrocedir al nord sense haver de combatre a l'àrea urbana de Roma.
| «                                                                  | Conec els interessos i les maquinacions perquè el 8è Exèrcit britànic prengui Roma... si només Alexander tracta de fer tal cosa, tindrà una altra batalla campal: contra mi. | » |
| — Mark Wayne Clark al seu diari personal de data 5 de maig de 1944 | |   |

## Els alemanys a Roma
L'armistici del 8 de setembre de 1943 i la conseqüent ràpida i brutal reacció de l'exèrcit alemany a Itàlia havia provocat una catàstrofe de l'estructura política, administrativa, civil i militar italiana; En pocs dies, la Wehrmacht havia ocupat gran part de la península i havia desarmat i capturat centenars de milers de soldats italians. El rei Víctor Manuel III i el cap de govern, el mariscal Pietro Badoglio, havien abandonat ràpidament Roma i van buscar refugi a Bríndisi. Els líders italians es van basar principalment en l'ajut dels aliats del general Dwight Eisenhower, que des del 3 de setembre de 1943 havia passat per Calàbria i el 9 de setembre van desembarcar a Salern. El mariscal de camp Albert Kesselring, comandant de les forces alemanyes a Itàlia central i meridional, havia aconseguit amb gran habilitat el control de la situació; els angloamericans van desembarcar a Salern i van quedar bloquejats i van patir fortes pèrdues i els alemanys van dur a terme una retirada metòdica cap al nord de Nàpols. Al mateix temps, el mariscal de camp alemany va poder ocupar Roma l'11 de setembre de 1943, superant la resistència esporàdica i confusa d'alguns departaments militars i grups de civils.

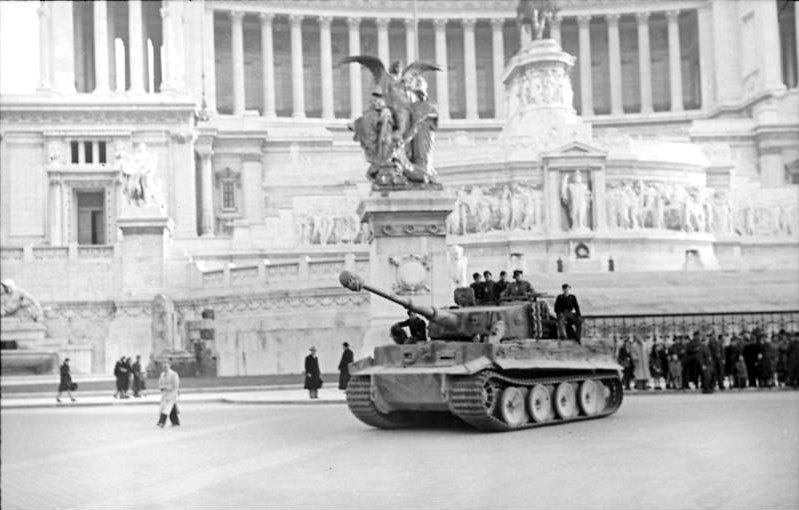
Un tanc pesant alemany Panzer VI Tiger davant del Vittoriano al centre de Roma el febrer de 1944

Malgrat les dubtoses promeses al general Carlo Calvi di Bergolo de considerar Roma com a ciutat oberta, el mariscal de camp Kesselring va prendre ràpidament mesures draconianes per garantir el control alemany de la capital; amb l'ordenança col·locada a les parets de la ciutat el vespre de l'11 de setembre de 1943, el comandant alemany va declarar que la ciutat era un "territori de guerra" sotmès a les lleis de guerra alemanyes, que "tota vaga era prohibida", que qualsevol resistent eventual seria "jutjat i afusellaat amb judici sumari "; el mariscal de camp va afirmar que estava "decidit a assegurar la calma i la disciplina". En poc temps, mentre que l'exèrcit alemany estava progressivament aturant els aliats a la línia dels rius Garigliano, Liri i Sangro, en l'anomenada Línia Gustav, l'estructura de l'ocupació i de la repressió nazi es va organitzar a Roma, en col·laboració amb les autoritats polítiques i militars de la col·laboració de la República Social Italiana. El control alemany de la capital va ser coordinat pel "comandant de la ciutat de Roma", primer el general Rainer Stahel i després el general Kurt Mälzer, pel cap de la missió diplomàtica, Eitel Friedrich Moellhausen, pel cap de policia i de les Schutzstaffel a Roma, el tinent coronel Herbert Kappler.

## Ocupació i resistència
En un ambient trist de misèria, repressió i violència, la població romana havia de patir el dur règim d'ocupació; el 16 d'octubre de 1943, la gran operació de buidatge i deportació dels jueus romans va tenir lloc sense que el Papa Pius XII i les autoritats vaticanes, encara concentrades en una política d'equidància i la recerca d'un acord entre anglo-americans i alemanys en una funció anticomunista, interveninguessin amb resultats concrets. Les primeres activitats de la resistència romana i nombrosos agents secrets van dificultar el control nazi-feixista de la capital, però les esperances d'un ràpid alliberament amb l'arribada dels aliats van desaparèixer al novembre de 1943.

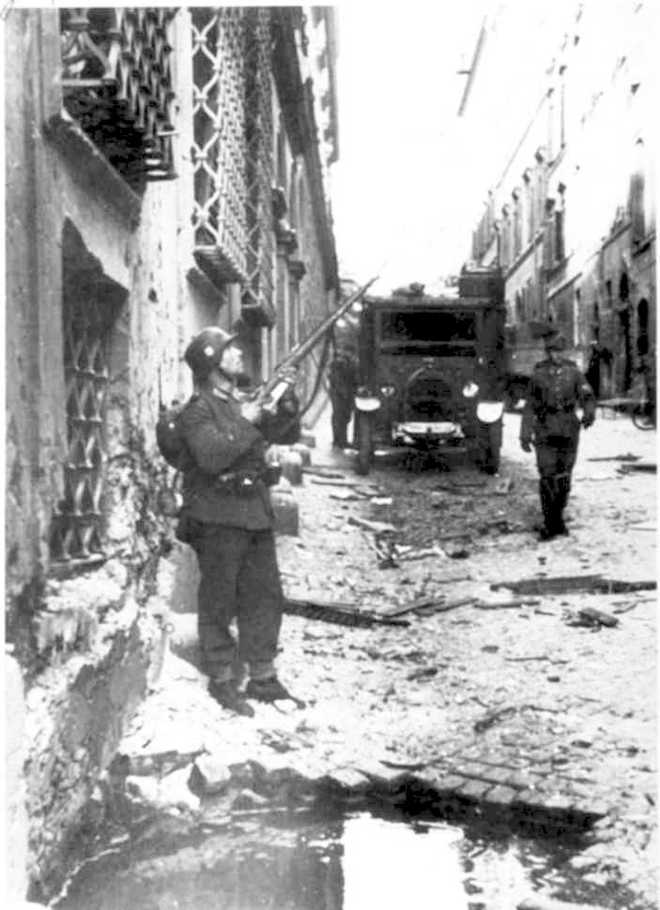
Soldats alemanys per Rasella immediatament després de l'atemptat del 23 de març de 1944

Al final del mes, es va fer evident que, a causa de les dificultats del territori, del dur clima de tardor i, sobretot, de la defensa tenaç i hàbil de les tropes alemanyes del mariscal de camp Kesselring, les forces aliades no podrien haver superat ràpidament les posicions de la línia Gustav centrada en la posició estratègica de Cassino. El general Clark era el comandant del 5è Exèrcit nord-americà que havia desembarcat a Salern el 9 de setembre de 1943 i havia enfrontat dur i sagnant baralles per avançar unes poques desenes de quilòmetres més enllà del Volturno. El general, decidit i ambiciós, estava absolutament decidit a conquistar Roma a tot preu i emular Belisari, l'únic conqueridor de la ciutat que avançà des del sud; malgrat els fracassos de la tardor, es va centrar completament en aquest objectiu i va sentir ressentiment i una forta rivalitat amb els generals britànics als quals va atribuir la voluntat de robar-li la glòria d'entrar primer amb les seves tropes a Roma. El eneral Clark també tenia poca confiança en Winston Churchill, que aparentment era l'únic dels "Tres Grans" favorable a continuar amb la campanya italiana, però que creia que es va comprometre sobretot a afavorir l'exèrcit britànic a costa del seu exèrcit.
El 22 de gener de 1944, per superar l'estancament cansat de la línia Gustav i sota la pressió del confiat primer ministre britànic Churchill, van fer un desembarcament a Anzio, a la costa sud de Roma, trobant inicialment una feble resistència: en les primeres hores semblava que el camí estava obert per a un ràpid avanç a Roma. Eufòria i expectativa d'un llançament imminent entre la població i els grups de resistència; es van preparar plans per a una insurrecció. En realitat, en poc temps la situació va canviar completament; les tropes angloamericanes van aterrar en comptes d'avançar es van mantenir fermes per consolidar el cap de pont i van donar temps al mariscal de camp Kesselring per portar fortes forces de reserva i contraatac; els aparells repressius nazi-feixistes a Roma van entrar en acció i van afectar durament els grups de resistència.
Mentre que els contraatacs alemanys a Anzio van ser rebutjats en última instància per tropes angloamericanes que, no obstant això, van romandre bloquejades durant mesos en l'estret cap de pont colpejats per l'artilleria enemiga, els intents del general Clark de trencar la línia Gustav van fallar completament. Les ofensives aliades de gener i març de 1944 contra la fortalesa de Cassino van acabar amb costosos fracassos. Durant aquesta fase de desgast dels combats al front, la resistència romana va intentar reaccionar a la repressió i va llançar el més dur atac contra l'ocupant alemany amb el sagnant atemptat a Via Rasella del 23 de març de 1944 que va desencadenar la dura represàlia de les fosses Ardeatines, immediatament exigida per Hitler i aprovada pel mariscal Kesselring i els generals Eberhard von Mackensen i Mälzer.

## Operació Diadema
L'abril de 1944, el general Clark, molt sacsejat després de les reiterades fallides, va tornar secretament als Estats Units on va romandre durant dues setmanes; els líders nord-americans l'informaren de la planificació aliada prevista: l'Operació Overlord, el gran desembarcament a França, estava previst per al 5 de juny i hauria estat propagandísticament important que abans d'aquesta data les tropes nord-americanes haguessin aconseguit alliberar Roma. El general Clark, sempre determinat també per l'ambició personal de conquistar Roma, va tornar a Itàlia decidit a llançar una nova ofensiva. Al mateix temps també Winston Churchill i el general Harold Alexander, comandant de totes les forces aliades a Itàlia, estaven disposats a reprendre les operacions contra la línia Gustav; pretenien assolir un gran èxit estratègic i continuar la campanya a Itàlia, possiblement evitant el desembarcament previst a Provença, considerat innecessari i car. Durant la primavera, nombroses divisions anglo-americanes van arribar al front mentre el general John Harding, cap de l'estat major del general Alexander, va planejar la nova ofensiva, denominada en codi operació Diadema.
El projecte ideat pel general Harding preveia la transferència secreta al front de Cassino d'una gran part del 8è exèrcit britànic del general Leese que havia de dur a terme la tasca principal en la gran ofensiva; l'exèrcit del general Leese de 300.000 soldats britànics, canadencs, neozelandesos, indis i polonesos, suposadament atacats al llarg de la vall de Liri. El 5è Exèrcit del general Clark, amb 170.000 soldats del II Cos del general Keyes i el cos expedicionari francès del general Juin, s'haurien concentrat en un petit sector de només 32 quilòmetres al sud de Cassino i haurien atacat entre la costa Tirrena i el terreny muntanyós dels monts Auruncs. Al cap de pont Anzio-Nettuno, el sisè cos de l'exèrcit del general Truscott, reforçat amb noves divisions, posteriorment aniria a l'ofensiva en direcció al massís Albà per interceptar les línies de retirada alemanyes.

## L'arribada de les tropes nord-americanes del general Clark

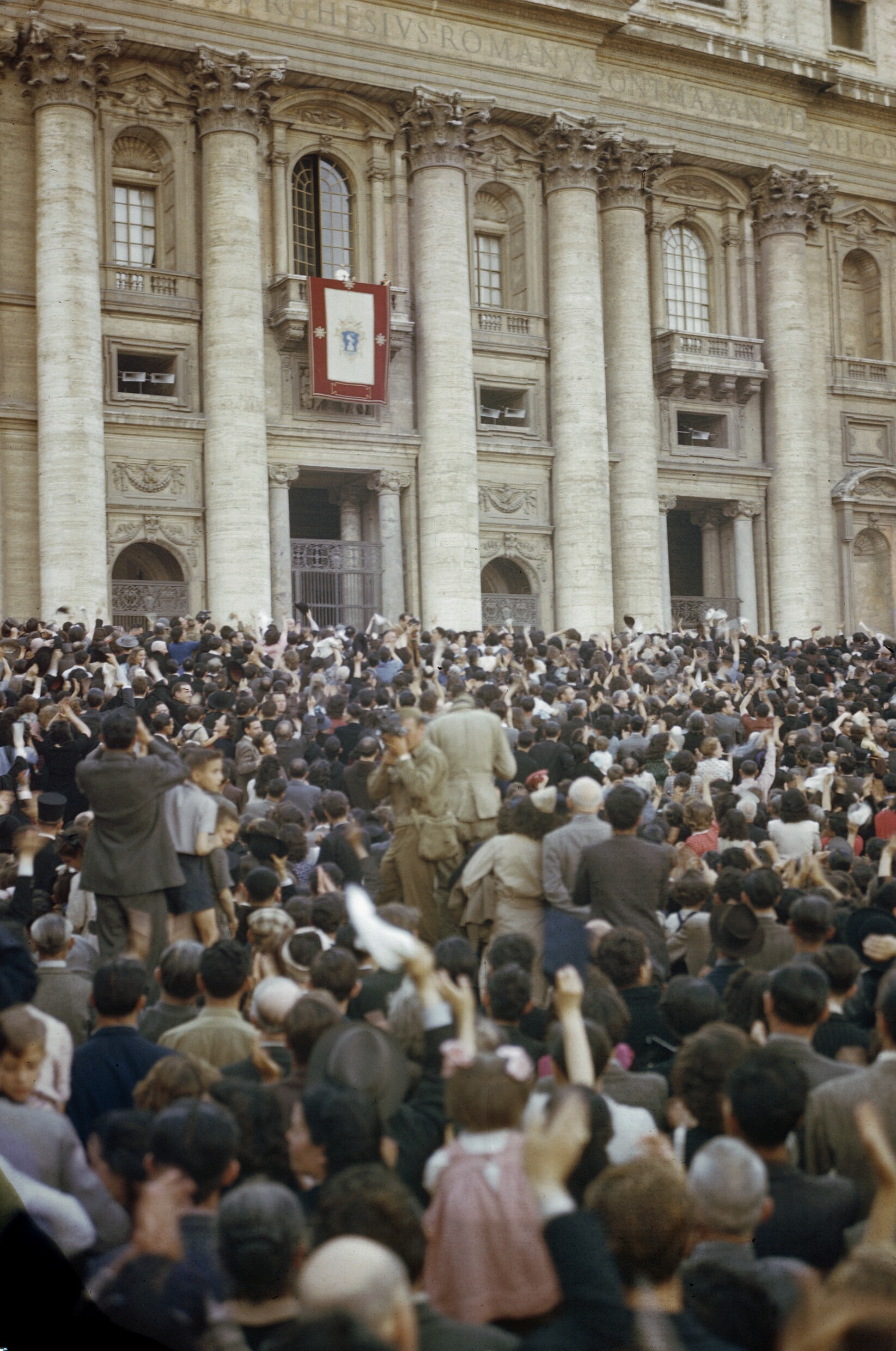
La multitud s'amuntegava a la plaça de Sant Pere per escoltar Pius XII després de l'arribada dels aliats, el 5 de juny de 1944

Després de la gran avanç en el sector de Cassino i a la zona del cap de platja d'Anzio i Nettuno, el comandant alemany, el mariscal Kesselring, va dur a terme una retirada de les seves forces fins a la línia gòtica, abandonant així Roma que Itàlia feia temps que havia proclamat que era una ciutat oberta, però que els alemanys havien continuat utilitzant com a seu de comandament i tropes, així com un centre de comunicacions i transport.
Finalment, la ciutat va ser alliberada el 4 de juny de 1944 pel 5è Exèrcit nord-americà, procedent del sector tirrè.

## Conseqüències
L'alliberament de la capital va tenir efectes sobre el Regne del Sud, ja que la subordinació a l'AMGOT, l'administració militar aliada dels territoris ocupats, ja havia estat completada des de febrer de 1944 com en gairebé tota la resta d'Itàlia sota control aliat. El rei Víctor Manuel III va nomenar al seu fill Umberto lloctinent del regne i es va retirar a la vida privada. Umberto es va instal·lar al Quirinal i, a proposta del Comitè d'Alliberament Nacional, va encarregar a Ivanoe Bonomi la constitució del nou govern, un antic líder polític que havia presidit del consell abans de l'arribada del feixisme. Amb el govern de Bonomi, Salern va esdevenir, efectivament, la capital del Regne d'Itàlia i no només del Regne temporal del Sud.
L'operació Diadema va acabar amb l'èxit aliat i l'alliberament de Roma, que tenia una indubtable significació simbòlica i política, no va aconseguir, però, resultats decisius des del punt de vista estratègic; els alemanys van perdre al voltant de 10.000 homes i van tenir 20.000 presoners, però les forces d'Alexander van sofrir altes pèrdues (18.000 nord-americans, 14.000 britànics i 10.000 francesos), sense aconseguir destruir els dos exèrcits del mariscal de camp Kesselring que es van retirar amb ordre al nord de Roma restant cohesionats.. A més, a causa de les opcions estratègiques fonamentals dels dirigents polític-militars aliats, Alexander va haver d'abandonar els seus plans d'explotar la victòria amb una ambiciosa marxa cap al nord-est d'Itàlia i Àustria: els líders nord-americans van oposar-se a aquest projecte i van imposar l'execució el 15 d'agost de 1944 la ja planificada operació Anvil, que preveia un desembarcament al sud de França amb tropes que haurien estat retirades de Clark. Els generals Truscott i Juin van deixar el front italià i es van retirar tres divisions nord-americanes i quatre franceses per preparar-se per al desembarcament a Provença; Alexander també va haver de renunciar a la majoria de les forces aèries de suport tàctic.
El general britànic va ser capaç de reprendre l'avanç al nord de Roma a partir del 5 de juny de 1944, però les seves forces es van afeblir progressivament a causa de la sortida de les divisions franco-americanes; a més, l'ofensiva aliada es va dur a terme amb insuficient determinació i va donar pas al gran comandament alemany per reorganitzar les seves forces amb l'afluència de quatre noves divisions d'altres fronts Albert Kesselring novament va aconseguir controlar la situació i evitar una derrota irreversible, liderant amb considerable habilitat la retirada que van combatre les seves tropes a través de la Itàlia central gràcies a l'elevat esperit de lluita dels seus soldats i a alguns errors aliats: en particular en les seves memòries el mariscal va assenyalar que els angloamericans no van comprometre l'aviació en profunditat, no van fer desembarcaments per esquivar les seves forces i no van coordinar l'avanç amb les activitats dels partisans italians a la part posterior del front alemany. Kesselring es va plegar primer amb ordre cap al llac de Bolsena i després a la nova línia del llac Trasimè, l'anomenada línia Albert; el mariscal de camp va aconseguir convèncer Hitler de renunciar a una resistència total per evitar noves pèrdues i continuar una defensa elàstica per guanyar temps.

## Filmografia
- Roma città aperta, film del 1945 dirigit per Roberto Rossellini
- Lo sbarco di Anzio, film del 1968 dirigit per Edward Dmytryk e da Duilio Coletti.
- Americani a Roma, film-documental del 2004 dirigit per Pino Nazio.